# ジョン・シンジョン (第11代ブレッツォのシンジョン男爵)
第11代ブレッツォのシンジョン男爵ジョン・シンジョン（英語: John St John, 11th Baron St John of Bletso、1757年6月24日没）は、イングランド貴族。

## 生涯
第2代準男爵サー・セント・アンドリュー・シンジョンの息子として生まれた。
1722年7月4日に兄ローランドが死去すると、ブレッツォのシンジョン男爵の爵位を継承した。政治ではトーリー党に属した。
1724年5月27日、オックスフォード大学よりD.C.L.の学位を授与された。
1725年3月6日、エリザベス・クロウリー（Elizabeth Crowley、1702年12月24日洗礼 – 1769年10月24日、アンブローズ・クロウリーの娘）と結婚、6男6女をもうけた。
- ジョン（1725年11月15日 – 1767年4月20日） - 第12代ブレッツォのシンジョン男爵
- アンドルー（1726年12月23日 – 1727年1月[2]）
- メアリー（1728年11月21日 – 1785年3月7日[2]） - 1754年10月16日、トマス・アール・ドラックス（英語版）と結婚、子供なし[3]
- アンブローズ（1730年 – ?） - 早世[2]
- セント・アンドリュー（英語版）（1732年1月17日 – 1795年） - ウスター聖堂首席司祭（英語版）
- エリザベス（1733年12月12日 – 1780年[2]）
- ジェーン（1735年7月19日[2] – ?） - ハンフリー・ホール（Humphry Hall）と結婚、子供あり[4]
- バーバラ（1737年9月19日[2] – 1804年11月25日[5]） - 1764年9月27日、第6代コヴェントリー伯爵ジョージ・コヴェントリーと結婚、子供あり[6]
- アン（1739年1月31日 – 1776年3月） - ロバート・コットン・トレフュージス（Robert Cotton Trefusis）と結婚、子供あり[2]
- ヘンリー（1740年6月1日 – 1780年4月） - 海軍軍人。メアリー・シュイラー（Mary Schuyler、1783年11月6日没）と結婚、子供あり[2]
- レティス（1741年12月7日[2] – ?）
- アンブローズ（1743年10月17日 – 1775年7月18日） - 聖職者[2]

1757年6月24日に死去、息子ジョンが爵位を継承した。